# 黄愛徳
黄 愛徳（ファン・エドク、1892年4月19日 - 1971年8月24日）は、朝鮮の独立運動家、社会運動家、教育者。平壌出身。本貫は斉安黄氏。名前は「エスター（Ester）」を音訳したもので、通称は黄エスタ（황 에스터）、黄愛施徳（황 애시덕）。

## 人物
ソウルの梨花学堂中等科を1910年に卒業し、平壌の崇義女学校に教師として勤務し、1913年に秘密結社の「松竹会」を結成して朝鮮独立運動を展開した。アメリカ人宣教師Rosetta Sherwood Hallの勧めで1917年に東京女子医学専門学校（現東京女子医科大学）に留学し、金瑪利亜（金マリア）らと「在東京朝鮮女子留学生親睦会」に参加し、機関紙『女子界（ヨザゲ）』の編集を担当し、朝鮮人留学生団体「学友会」の会議において、運動の主体が男子留学生中心であることを批判した。
1919年、「二・八独立宣言」発表の席に、金マリアや劉英俊らとともに参加し、朝鮮に戻り三・一運動にも参加。パリ講和会議の代表派遣のための資金準備のために朝鮮に潜入して活動した。 その後、独立運動に加担した容疑で逮捕され、同年8月に釈放されると、金マリアらと「大韓愛国婦人会」を組織し、一方、全国に支部を拡張して独立軍資金を集め、上海臨時政府を支援した。 同年12月に組織が摘発され、懲役3年の刑を宣告されて服役し、女子医専を中退、1920年に仮釈放された。その後は梨花学堂大学部を卒業し、母校で教鞭をとりながら、泰和女子館の夜間学級で女工にハングルや算術などを教えた。
1925年にはコロンビア大学に留学し、農村問題を学び、学士と修士号を取得。1928年に帰国し、1929年以後はキリスト教の伝道に基づく農村啓蒙実践のため、協成女子神学校農村事業指導教育科教授として、指導学生を各地の農村に派遣し、黄海道遂安郡の東洋拓殖会社が所有する10万坪の土地を購入して、学校教育を受けられなかった農村女性の教育に従事した。その一方で京城女子消費組合、YMCA、女性の団結と地位向上を掲げる女性統一団体「槿友会」等の設立に力を注ぎ、幅広く女性の地位向上を目指した。1935年に満州に渡り、「自由農場」建設の先頭に立った。
日本の敗戦による解放後、1945年12月からは国連信託統治反対運動の先頭に立って、1946年には女性団体協議会に参加し、女性の教育問題や、女性の参政権実現に努めた。渡米後の1950年に朝鮮戦争が勃発すると、救援物品を調達して大韓民国に送り、休戦後は帰国して戦争孤児と負傷者、障害者、未亡人などを救護する社会事業を実施した。没後の1990年に建国勲章愛国章が追贈された。